# 6512 (bog)
6512 er en lille roman af Per Højholt fra 1969, som er skrevet som en dagbog, hvor hovedpersonen tilbringer meget tid med at læse forfatterskaber på læsesalen på biblioteket. De enkelte dagbogsblade kommer ikke i kronologisk rækkefølge, men er i stedet arrangeret alfabetisk. Det medfører en underholdende tvivl om rækkefølgen af de begivenheder, der finder sted i romanen.

## Genre
6512 har rod i 1960'ernes modernistisk eksperimenterende tradition, og er beskrevet som en antiroman, hvor de enkelte afsnit ikke har en nærmere bestemt orden, men udelukkende holdes sammen i kraft af, at det er den samme person, som har skrevet dem.
| Citat                                            | 6512 er systematisk og usystematisk på én og samme tid; her er grænsen mellem grammatisk korrekthed og decideret vrøvl hårfin. Fortællingen er et langt associativt amokløb; løse indfald vælter frem på kryds og tværs. Fortid og nutid kludres sammen; ja, enhver kronologi er faktisk på forhånd opløst, idet man blot læser løsrevne papirer, udelukkende sammensat efter alfabetets orden. | Citat |
| Martin Toft på Litteratursiden.dk, 1. juni 2005. | |       |

## Historien bag titlen
Titlen 6512 har sin baggrund i et regnestykke bagerst i bogen, der baserer sig på bogens indholdsfortegnelse. Denne præsenteres som et regnskab over bogens sider, tallene er ordnet i fem kolonner begyndende med ét og sluttende med hundrede og ti, som svarer til bogens sidetal. Tværsummen af alle disse tal er udregnet til at være 6105. Dette tal adderes med 407 og tallet 6512 opnås. Højholt har selv forklaret, at ”de 407 er en slags drikkepenge eller moms, som læseren bidrager med”.
| Citat              | At 407 er 6.25 procent af 6512 er en gave fra systemet, men ligner den tanke, at de 407 er en slags drikkepenge eller moms, som læseren bidrager med oven i handelen. I hvert fald: de 407 kommer læseren med. Den ulæste bog 6105, den læste bog 6105 + læserens indsats og oplevelse og tolkning. 407 lig 6512. Pjat? Ja, hvis de synes. Men taget alvorligt på den rette skæve måde alligevel et udsagn, men først når bogen er læst, derfor står dette lille regnskab sidst i bogen. | Citat |
| Per Højholt, 1994. | |       |